# Grymma sagor för grymma barn
Grymma sagor för grymma barn (engelska: Grizzly Tales for Gruesome Kids) är en brittisk animerad tv-serie baserad på den brittiska barnboksserien med samma namn av Jamie Rix. Det spelade brittiska skådespelaren Nigel Planer sändes på Children's ITV mellan januari 2000 och oktober 2006 med sex serier och 78 episoder, samt en nyårsaftonsspecial som var över 20 minuter längre än andra episoder. Den svenska dubben sändes på SVT 1 och framfördes av Björn Granath.

## Närstående
- Läs och rys: Hårresande historier från spökhotellet